# دار الحمراء
 دار الحمراء (بالإنجليزية: DAR EL HAMRA)‏ هي جماعة قروية تابعة لإقليم صفرو ضمن جهة فاس بولمان بالمغرب. بلغ مجموع عدد سكان  دار الحمراء حسب إحصاءات 2004 حوالي 4022 نسمة من بينهم 1 أجنبي يعيشون في 841 أسرة.

## إحصاء عام
| السنة | عدد السكان | عدد الأسر | عدد الأجانب |
| ----- | ---------- | --------- | ----------- |
| 1994  | 4753       | 817       | °°°°        |
| 2004  | 4022       | 841       | 1           |